# Crkva sv. Mihovila u Dolu na Braču
Crkva sv. Mihovila nalazi se u Dolu, općina Postira, otok Brač.

## Opis
Na vrhu brda Miholjrat visoko iznad naselja Dol predromanička je crkva sv. Mihovila iz 9. – 10. stoljeća. Jednostavna građevina s polukružnom apsidom i glatkom žbukanom vanjštinom, pokrivena je krovom s kamenim pločama. Unutrašnjost je raščlanjena na tri traveja s dva para lezena i pojasnicama koje nose svod poprečno na os crkve. Uži srednji travej i tragovi žbuke tambura ukazuje da je izvorno crkva imala kupolu. Za glavni ulaz u crkvu korišten je uspravljen antički sarkofag kojem je probijeno dno, a nad njim je postavljen viseći luk nad prošupljenom lunetom. Obnovom crkvice poč. 14. st. kupola je zamijenjena svodom, a oslikani su posvetni križevi u medaljonima.

## Zaštita
Pod oznakom Z-4776 zavedena je kao nepokretno kulturno dobro - pojedinačno, pravna statusa zaštićena kulturnog dobra, klasificirano kao "sakralna graditeljska baština".